# Велье-Родионовка
Велье-Родионовка — деревня в Спасском районе Рязанской области. Входит в Федотьевское сельское поселение.

## География
Находится в центральной части Рязанской области на расстоянии приблизительно 28 км на север по прямой от районного центра города Спасск-Рязанский.

## История
Деревня Родионовка была отмечена на карте еще 1840 года. На карте 1850 года она же показана как поселение с 10 дворами. В 1859 году здесь (тогда деревня Велье или Родионовское Спасского уезда Рязанской губернии) было учтено 11 дворов, в 1897 — 27.

## Население
Численность населения: 121 человек (1859 год), 291 (1897), 5 в 2002 году (русские 100 %), 0 в 2010.